# Hiếu Ý Nhân Hoàng hậu
Hiếu Ý Nhân Hoàng hậu (chữ Hán: 孝懿仁皇后; tiếng Mãn: ᡥᡳᠶᠣᠣᡧᡠᠩᡤᠠ
 ᡶᡠᠵᡠᡵᡠᠩᡤᠠ
 ᡤᠣᠰᡳᠨ
 ᡥᡡᠸᠠᠩᡥᡝᠣ, Möllendorff: hiyoošungga fujurungga gosin hūwangheo, Abkai: hiyouxungga fujurungga gosin hvwangheu; ? - 24 tháng 8 năm 1689), là Hoàng hậu thứ ba của Thanh Thánh Tổ Khang Hi Đế, đồng thời là mẹ nuôi của Thanh Thế Tông Ung Chính Đế.
Với tư cách là cháu gái của Hiếu Khang Chương Hoàng hậu - sinh mẫu của Khang Hi Đế, Hiếu Ý Nhân Hoàng hậu được chọn vào cung từ rất sớm. Trong suốt thời đại Khang Hi, bà giữ vị trí Quý phi rồi Hoàng quý phi đứng đầu chúng tần phi, là chuyện tương đối hiếm thấy trong lịch sử Đại Thanh. Trong bối cảnh hậu cung còn sơ khai và Khang Hi Đế không lập Hậu sau sự ra đi của Hiếu Thành Nhân Hoàng hậu cùng Hiếu Chiêu Nhân Hoàng hậu, Hiếu Ý Nhân Hoàng hậu đã sớm đảm đương vị thế Hoàng hậu dù chưa chính thức, thông qua việc bà phủ dưỡng và giáo dục chúng hoàng tử trong nội đình. Dẫu danh chưa chính, ngôn chưa thuận, nhưng với cụm từ ["Dưỡng dục chư tử tất đều từ ái"] trong các sách văn đề cập đến bà, địa vị vững chắc của Hiếu Ý Nhân Hoàng hậu gần như không ai nghi ngờ, dù bà chỉ là Hoàng quý phi bình thường trong phần lớn thời gian.
Trong lịch sử Đại Thanh, Hiếu Ý Nhân Hoàng hậu cũng là vị Hoàng hậu tại vị ngắn nhất, chỉ sau 2 ngày liền qua đời. Sau khi bà qua đời, Khang Hi Đế đã viết một số lượng lớn đáng kinh ngạc các bài thơ, phần nhiều là để tiếc thương sự đoản mệnh của bà.

## Thân thế

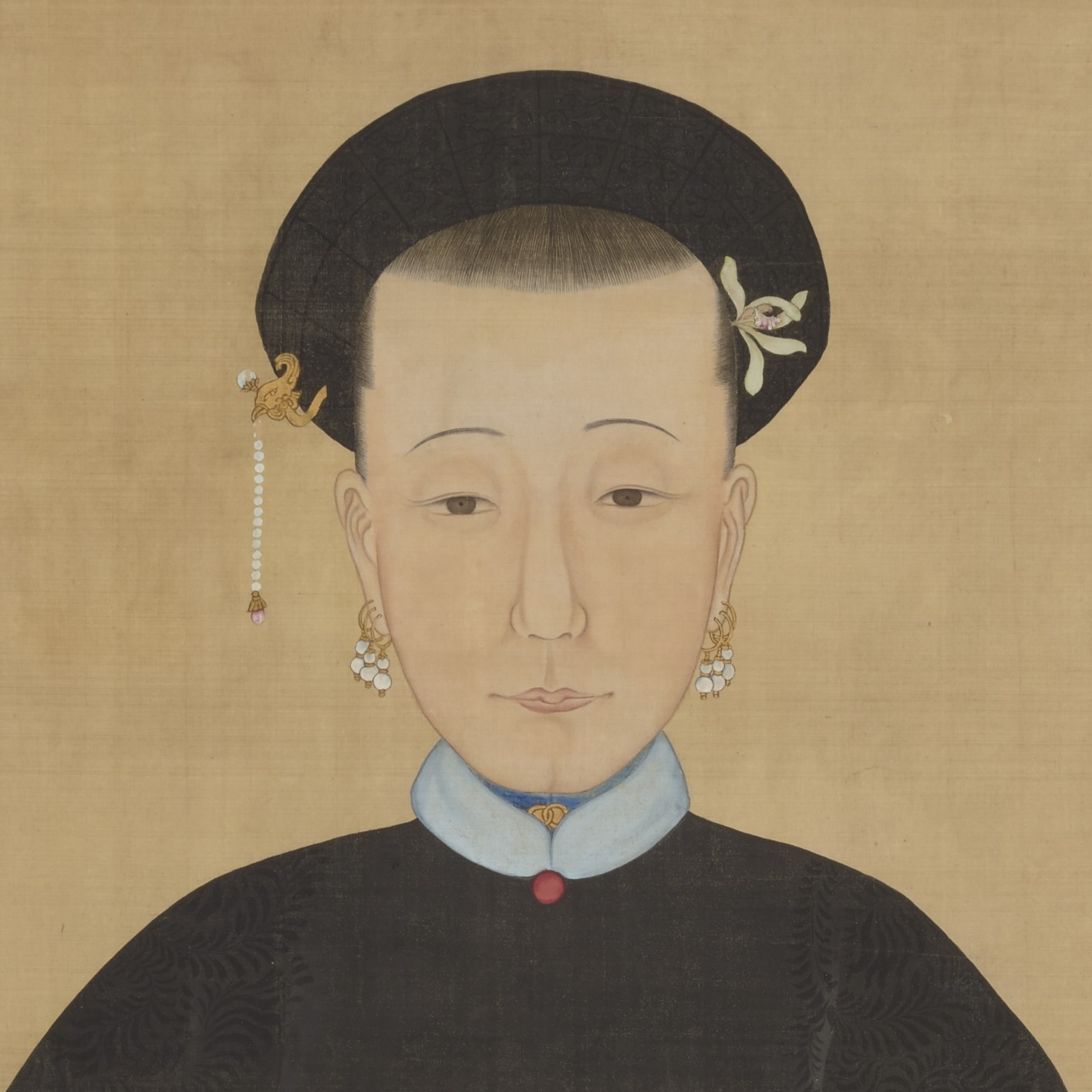
Hiếu Ý Nhân Hoàng hậu Đông Giai thị

Hiếu Ý Nhân Hoàng hậu không rõ sinh ngày bao nhiêu, cũng không truyền lại năm sinh. Bà là người của dòng họ Đông Giai thị thuộc Hán Quân Tương Hoàng kỳ, sau cải về Mãn Châu Bát kỳ.
Từ thời Dân Quốc đến hiện đại, vẫn còn có nhiều hiểu lầm cho rằng Hiếu Ý Nhân Hoàng hậu cùng tộc nhân [Đông Giai thị] là người Hán, sau được ban đài kỳ mới trở thành quý tộc Mãn Châu như sách sử ghi chép. Thực tế thì dòng họ [Đông Giai thị] vốn là người Mãn, nhưng khi sơ kì nhập quan lại bị phân thành thuộc [Hán Quân Tương Hoàng kỳ]. Về sau do dòng họ của bà được nhập Mãn Châu bổn kỳ, tức [Mãn Châu Tương Hoàng kỳ]. Điều này phần nhiều do chế độ Bát Kỳ vốn không phân dân tộc tính, tuy rằng đa số người Mãn sẽ vào Mãn Châu Bát kỳ, nhưng cũng không ít vốn là Mãn mà lại phân vào Hán Quân, điển hình Đông Giai thị, thì còn có Thạch thị - Đích Phúc tấn của Phế Thái tử Dận Nhưng.
Tằng tổ phụ của bà là Đông Dưỡng Chân, xuất thân Hán Quân Tương Hoàng kỳ, có tổ tiên là người Nữ Chân tên Đạt Nhĩ Hán thế cư ở đất [Đông Giai], nên lấy đó làm họ. Về sau, Đạt Nhĩ Hán đến cậy nhờ nhà Minh nên đổi qua họ [Đông thị] của người Hán, cùng em trai ở Lữ Thuận phát triển nghề buôn. Khi Thanh Thái Tổ Nỗ Nhĩ Cáp Xích tấn công Lữ Thuận, Đông Dưỡng Chân cùng em trai là Đông Dưỡng Tính quy phụ, được xếp vào Hán Quân Tương Hoàng kỳ. Do hi sinh trong cuộc chiến với nhà Minh, nên Đồng Dưỡng Chân được liệt công lớn, con cháu cũng được thiện đãi. Tổ phụ của Hiếu Ý Nhân hoàng hậu là Quốc cữu Thái tử Thái bảo, tặng Thiếu bảo Đông Đồ Lại (佟图赖), qua đời vào năm Thuận Trị thứ 15, được tặng thụy hiệu [Cần Tương; 勤襄]. Ông có hậu duệ, là Hiếu Khang Chương Hoàng hậu, Đông Quốc Cương (佟國纲) và Đông Quốc Duy (佟國維). Phụ thân Hiếu Ý Nhân Hoàng hậu là Đông Quốc Duy, với thân phận là em trai của Hiếu Khang Chương Hoàng hậu, đảm đương chức vụ Nội đại thần, cưới chính thê là người bộ tộc Hách Xá Lý, sinh ra Hiếu Ý Nhân Hoàng hậu. Bà có một em trai là Long Khoa Đa, một em gái tức Khác Huệ Hoàng quý phi của Khang Hi Đế.
Trong gia tộc, người chú Đông Quốc Cương của bà là người thừa kế lớn nhất, ngay thời đầu Khang Hi đã đảm nhiệm Nội đại thần, tham dự triều chính. Xuất thân gia tộc cao quý, lại là cháu gái của Hiếu Khang Chương Hoàng hậu - sinh mẫu của Khang Hi Đế, nên có thể suy đoán quan hệ thân thiết giữa Hiếu Ý Nhân Hoàng hậu và Khang Hi Đế tương đối phát triển từ sớm.

## Đại Thanh tần phi

### Thụ phong Quý phi
Sử sách không ghi chép cụ thể ngày Hiếu Ý Nhân Hoàng hậu nhập cung. Những ý kiến khi trước đều dựa theo tiền lệ của Tuệ phi Bác Nhĩ Tế Cát Đặc thị, cháu gái Chiêu Thánh Thái hoàng thái hậu, thì rất có thể Đông thị vào cung từ nhỏ, hoặc ít nhất là hay ra vào hoàng cung để gặp gỡ người cô ruột. Với quy định đầu triều Khang Hi, Đông thị có thể sớm đã thành Thứ phi - một hạng phi tần được sủng hạnh, có đãi ngộ nhưng chưa có danh hiệu.
Nhưng thực tế, căn cứ tư liệu Mãn văn của chuyên gia người Mãn là Quất Huyền Nhã (橘玄雅) tổng hợp được, Đông thị là năm Khang Hi thứ 15 (1676) chính thức nhập cung, cùng lúc với Hiếu Chiêu Nhân Hoàng hậu Nữu Hỗ Lộc thị - con gái Át Tất Long, người từng cùng Hiếu Thành Nhân Hoàng hậu dự định tuyển Phi lập Hậu trước đó hơn mấy năm. Theo như tài liệu đề cập, Đông thị vào cung xưng "Cách cách", tuy chỉ là Thứ phi nhưng lại được hưởng đãi ngộ hàng Phi - cùng đãi ngộ với vị Nữu Hỗ Lộc thị kia. Có vẻ việc đưa Đông thị cùng Nữu Hỗ Lộc thị vào cung là để dự trù việc chọn ai làm Hoàng hậu của Khang Hi Đế và 2 vị Thái hậu.
Năm Khang Hi thứ 16 (1677), Khang Hi Đế quyết định lập Phi Nữu Hỗ Lộc thị làm Hoàng hậu, tức Hiếu Chiêu Nhân Hoàng hậu. Cùng năm, ngày 14 tháng 5 (âm lịch), Khang Hi Đế thừa Chiêu Thánh Thái hoàng thái hậu ý chỉ mà ân phong hậu cung. Thứ phi Đông thị được sách phong Quý phi, cùng lúc có Lý thị làm An tần, Vương Giai thị làm Kính tần, Đổng thị làm Đoan tần, Mã Giai thị làm Vinh tần, Na Lạp thị làm Huệ tần, Quách Lạc La thị làm Nghi tần, Hách Xá Lý thị làm Hy tần.
Ngày 22 tháng 8 (âm lịch) cùng năm, khâm mệnh Đại học sĩ Lặc Đức Hồng (勒德洪) làm Chính sứ, cầm tiết thụ ban sách bảo.
Sách văn rằng:
| “                           | 朕惟佐理内廷、宜备赞襄之位、协宣阴教、允资淑慎之贤。爰考彝章、式隆典礼。咨尔佟氏、笃生名族、克备令仪。赋质端良、彤管之徽音夙著、禀心恭顺、褕衣之锡命攸宜。兹仰承太皇太后慈谕、以册宝册封尔为贵妃。其益懋柔嘉、翼中壼而敷雅化、永怀祗敬、导嫔御以树芳型。钦哉。 . Trẫm duy tá lý nội đình, nghi bị tán tương chi vị, hiệp tuyên âm giáo, duẫn tư thục thận chi hiền. Viên khảo di chương, thức long điển lễ. Tư nhĩ Đông thị, đốc sinh danh tộc, khắc bị lệnh nghi. Phú chất đoan lương, đồng quản chi huy âm túc trứ, bẩm tâm cung thuận, du y chi tích mệnh du nghi. Tư ngưỡng thừa Thái hoàng thái hậu từ dụ, dĩ sách bảo sách phong nhĩ vi Quý phi. Kỳ ích mậu nhu gia, dực trung khổn nhi phu nhã hóa, vĩnh hoài chi kính, đạo tần ngự dĩ thụ phương hình. Khâm tai. | ” |
| — Sách văn Quý phi Đông thị | |   |

### Sách phong Hoàng quý phi
Năm Khang Hi thứ 20 (1681), sau khi bình định Loạn Tam Phiên, Khang Hi Đế quyết định khao thưởng Công thần, ân phong Hậu phi. Ngày 25 tháng 10 (âm lịch) cùng năm, Khang Hi Đế ra chỉ dụ tấn phong Quý phi Đông thị làm Hoàng quý phi. Cùng lúc đó là đại phong, Nữu Hỗ Lộc thị làm Quý phi, Huệ tần Na Lạp thị, Nghi tần Quách lạc La thị, Đức tần Ô Nhã thị, Vinh tần Mã Giai đều tấn lên Phi.
Ngày 20 tháng 12, lấy Đại học sĩ Giác La Lặc Đức Hồng cầm cờ tiết, thụ sách phong.
Sách văn rằng:
| “                                 | 朕惟五典慎徽、妫汭重嫔虞之化。二南正始、关雎资佐姒之贤。遐稽历代之彝章。式进宸闱之位序。咨尔贵妃佟氏。毓生名阀。协辅中闺。温惠宅心。端良著德。凛芳规于图史、夙夜维勤。表懿范于珩璜、言容有度。兹仰承太皇太后慈谕、以册宝、进封尔为皇贵妃。尔其光昭内则、用迓景福于方来。益慎妇仪、茂衍鸿庥于有永。钦哉。 . Trẫm duy ngũ điển thận huy, quỳ nhuế trọng tần ngu chi hóa. Nhị nam chính thủy, quan sư tư tá tự chi hiền. Hà kê lịch đại chi di chương. Thức tiến thần vi chi vị tự. Tư nhĩ Quý phi Đông thị. Dục sinh danh phiệt. Hiệp phụ trung khuê. Ôn huệ trạch tâm. Đoan lương trứ đức. Lẫm phương quy vu đồ sử, túc dạ duy cần. Biểu ý phạm vu hành hoàng, ngôn dung hữu độ. Tư ngưỡng thừa Thái hoàng thái hậu từ dụ, dĩ sách bảo, tiến phong nhĩ vi Hoàng quý phi. Nhĩ kỳ quang chiêu nội tắc, dụng nhạ cảnh phúc vu phương lai. Ích thận phụ nghi, mậu diễn hồng hưu vu hữu vĩnh. Khâm tai. | ” |
| — Sách văn Hoàng quý phi Đông thị | |   |

Khang Hi Đế từ khi Hiếu Thành Nhân Hoàng hậu bạo băng, chậm chạp lập Kế hậu ngoài việc luyến tiếc ân cũ, mà còn vì tự cho chính mình khắc thê. Nay đến Kế hậu Nữu Hỗ Lộc thị cũng tuổi trẻ ly thế, đả kích quá độ, Khang Hi Đế trong thời gian đó quyết không lập thêm Hoàng hậu nữa. Sau cái chết của hai vị Tiên Hoàng hậu, Đông thị thân là Quý phi, sau lại thành Hoàng quý phi, địa vị lúc đó là cao nhất Hậu cung.
Cũng trong năm thứ Khang Hi 17 (1678), tháng 11, vài tháng sau khi Hoàng hậu Nữu Hỗ Lộc thị qua đời, cung nhân Ô Nhã thị sinh Hoàng tứ tử Dận Chân. Theo quy tắc của Hậu cung nhà Thanh khi ấy, rất nhiều cung nhân không có địa vị không thể nuôi con, mà phải nhờ một hậu phi có địa vị bảo hộ, vì vậy Dận Chân đã được đưa cho Hoàng quý phi Đông thị nuôi dưỡng. Tuy không trực tiếp ghi nhận thêm, song trong các sách văn về sau tuyên dương bà, có cụm từ: [Dưỡng dục chư tử tất đều từ ái], cho thấy khi còn là Hoàng quý phi, Đông thị có thể còn nhận thêm nhiều dưỡng tử nuôi nấng. Tuy nhiên, đây có thể chỉ là cụm từ như khẳng định vị trí chủ nhân của Hậu cung, Đích mẫu của các Hoàng tử và Công chúa của Đông thị mà thôi.
Năm Khang Hi thứ 21 (1682), cha của Hoàng quý phi là Đông Quốc Duy được thăng làm Lãnh thị vệ Nội đại thần, kiêm Nghị chính Đại thần. Sang năm thứ 22 (1683), ngày 13 tháng 7 (âm lịch), sau bao nhiêu năm không con, Hoàng quý phi Đông thị hạ sinh Hoàng bát nữ. Tuy nhiên, một tháng sau Hoàng bát nữ chết non. Vào lúc Hoàng bát nữ sinh ra rồi mất, Khang Hi Đế đang ở bên ngoài, bèn ra chỉ dụ thiêu đi. Hoàng quý phi Đông thị rất thương con gái, khi để tang dường như đau buồn quá độ, từ đó sinh bệnh trong người.
Năm Khang Hi thứ 27 (1688), ngày 17 tháng 3 (âm lịch), chú của Đông thị là Đông Quốc Cương tấu dòng họ Đông thị là dòng tộc của Hiếu Khang Chương hoàng hậu vốn là người Mãn, nay xin về Mãn Châu bổn kỳ (tức Mãn Châu Tương Hoàng kỳ), tuy nhiên quan viên nghị tấu phản đối, nên tạm thời vẫn giữ Hán Quân kỳ. Sau này, gia tộc của bà mới được đưa về Mãn Châu Tương Hoàng kỳ, đổi về họ của tổ tiên là Đông Giai thị.

## Hoàng hậu Đại Thanh

### Tại vị 2 ngày
Năm Khang Hi thứ 28 (1689), ngày 7 tháng 7 (âm lịch), Hoàng quý phi Đông thị lâm trọng bệnh, Hoàng đế hầu Nhân Hiến Hoàng thái hậu từ Sướng Xuân viên hồi cung. Sang ngày hôm sau, tức ngày 8 tháng 7 (âm lịch), Khang Hi Đế dẫn "Từ dụ" của Hoàng thái hậu mà ra chỉ dụ dặn Lễ bộ, sách lập Hoàng quý phi Đông thị làm Hoàng hậu. Ngày 9 tháng 7 (tức 23 tháng 8 dương lịch) cùng năm, cử hành lễ sách lập Hoàng hậu, khiển quan tế cáo Thiên địa, Thái Miếu.
Cùng ngày đó, ban chiếu cho thiên hạ, chiếu rằng:
| “                                  | 帝王受天明命、抚御万方、莫不端本宫闱、化行海宇。矧承奉宗庙、敦睦本支、皆于内助是赖。兹者圣母仁宪恪顺诚惠纯淑端禧皇太后、以坤教不可久虚、壸政必资懿德。皇贵妃孝敬性成、淑范素著。鞠育众子、备极恩勤。宜立为皇后、正位中宫、母仪天下。钦遵慈命。虔告天地、宗庙。于康熙二十八年七月初九日、册立领侍卫内大臣舅舅佟国维之女、皇贵妃佟氏、为皇后。尚其聿修令范、益笃教勤。仰嗣徽音、永绵福祉。肇化原于伦纪。溥仁惠于寰区。布告中外、咸使闻知。 ... Đế vương thụ thiên minh mệnh, phủ ngự vạn phương, mạc bất đoan bổn cung vi, hóa hành hải vũ. Thẩn thừa phụng tông miếu, đôn mục bổn chi, giai vu nội trợ thị lại. Tư giả Thánh mẫu Nhân Hiến Khác Thuận Thành Huệ Thuần Thục Đoan Hi Hoàng thái hậu, dĩ khôn giáo bất khả cửu hư, khổn chính tất tư ý đức. Hoàng quý phi hiếu kính tính thành, thục phạm tố trứ. Cúc dục chúng tử, bị cực ân cần. Nghi lập vi Hoàng hậu, chính vị trung cung, mẫu nghi thiên hạ. Khâm tuân từ mệnh. Kiền cáo Thiên địa, Tông miếu. Vu Khang Hi nhị thập bát niên, thất nguyệt sơ cửu nhật, sách lập Lĩnh thị vệ Nội đại thần cữu cữu Đông Quốc Duy chi nữ, Hoàng quý phi Đông thị vi Hoàng hậu. Thượng kỳ duật tu lệnh phạm, ích đốc giáo cần. Ngưỡng tự huy âm, vĩnh miên phúc chỉ. Triệu hóa nguyên vu luân kỷ. Phổ nhân huệ vu hoàn khu. Bố cáo trung ngoại, hàm sử văn tri. | ” |
| — Tuyên bố chiếu thư lập Hoàng hậu | |   |

Ngày 10 tháng 7 (âm lịch) cùng năm, vào giờ Thân (khoảng 5 giờ chiều), Hoàng hậu Đông thị băng thệ tại Thừa Càn cung. Nếu Hoàng hậu Đông thị hơn hay kém 1 hoặc 2 tuổi so với Khang Hi Đế (ông sinh năm 1654), thì Đông thị ở khoảng từ 34 đến 36 tuổi vào thời điểm bà qua đời.
Khang Hi Đế đối với việc Hoàng hậu ra đi đã bi ai không dứt, cho nghỉ triều 5 ngày, tử cung của Hoàng hậu quàn tại Thừa Càn cung. Sang ngày 13 tháng 7, làm lễ đưa tử cung của Đại Hành Hoàng hậu đến Triều Dương môn (朝阳门), Khang Hi Đế đích thân đến đưa. Ngày hôm ấy, lệnh chư Vương, Văn võ quan viên, Công chúa, Vương phi, Bát Kỳ nhị phẩm mệnh phụ trở lên đến khóc tang. Sang ngày 15 tháng 7, thường tế Đại Hành Hoàng hậu, Hoàng đế đích thân đến khóc tang.
Ngày 22 tháng 7, Khang Hi Đế ra chỉ, phong cha của Đại Hành Hoàng hậu là Đông Quốc Duy làm [Nhất đẳng Công; 一等公], cấp cho Cáo mệnh, cho dòng họ Đông thị nhánh Đông Quốc Duy được thừa kế tước vị truyền đời.

### Hiếu Ý Hoàng hậu
Năm Khang Hi thứ 28 (1689), ngày 21 tháng 9 (âm lịch), lấy sách thụy hiệu cho Đại Hành Hoàng hậu Đông thị, khiển Đô thống Lạt Khắc Đạt (喇克达) tế cáo Thái Miếu. Ngày 22 tháng 9, lấy Giản Thân vương Nhã Bố (雅布), Tín Quận vương Ngạc Trát (鄂札) bê sách vàng làm lễ dâng thụy, là Hiếu Ý Hoàng hậu (孝懿皇后).
Sách văn rằng:
| “                            | 道弘地载、六宫资阴教之修。化始人伦、万国仰母仪之重。壸闱擅媺、音足嗣于前徽。图史流馨、德常新于奕禩。皇后佟氏、英钟戚畹。瑞衍名宗。克秉渊心、协女箴之婉娩。式昭玉度、本天赋之温庄。自妫水以嫔虞。比周京之缵女。佐晨昏而将敬、勤著鸡鸣。溥鞠育以宣慈、庆贻麟定。仁能逮下、木樛曲以堪萦。志在进贤、荇参差而必采。世方逢乎丰豫、俭德滋彰。名已冠乎宫庭、谦怀弥笃。佩环有节、恒赞宵衣。织紞惟劳、允师内职。二南之风继轨。九卿之属倾心。乃正坤维。洵推哲配。袆褕初御、方期延祉于长秋。繐帐旋陈、遽悼韬辉于永夜。虽此日之芳华易谢、而千年之令誉靡穷。考古彝章。称兹显谥。聿焕丹青之采。丕扬金石之光。特以册宝、谥曰孝懿皇后。于戏。溯淑型于桂馆、嫓美姜任。播嘉则于琼章、垂声穹壤。荣哀具备。宠渥祗承。 . Đạo hoằng địa tái, lục cung tư âm giáo chi tu. Hóa thủy nhân luân, vạn quốc ngưỡng mẫu nghi chi trọng. Khổn vi thiện 媺, âm túc tự vu tiền huy. Đồ sử lưu hinh, đức thường tân vu dịch tự. Hoàng hậu Đông thị, anh chung thích uyển. Thụy diễn danh tông. Khắc bỉnh uyên tâm, hiệp nữ châm chi uyển vãn. Thức chiêu ngọc độ, bổn thiên phú chi ôn trang. Tự quỳ thủy dĩ tần ngu. Bỉ chu kinh chi toản nữ. Tá thần hôn nhi tương kính, cần trứ kê minh. Phổ cúc dục dĩ tuyên từ, khánh di lân định. Nhân năng đãi hạ, mộc cù khúc dĩ kham oanh. Chí tại tiến hiền, hạnh tham soa nhi tất thải. Thế phương phùng hồ phong dự, kiệm đức tư chương. Danh dĩ quan hồ cung đình, khiêm hoài di đốc. Bội hoàn hữu tiết, hằng tán tiêu y. Chức 紞 duy lao, duẫn sư nội chức. Nhị nam chi phong kế quỹ. Cửu khanh chi chúc khuynh tâm. Nãi chính khôn duy. Tuân thôi triết phối. Huy du sơ ngự, phương kỳ duyên chỉ vu trường thu. Huệ trướng toàn trần, cự điệu thao huy vu vĩnh dạ. Tuy thử nhật chi phương hoa dịch tạ, nhi thiên niên chi lệnh dự mĩ cùng. Khảo cổ di chương. Xưng tư hiển thụy. Duật hoán đan thanh chi thải. Phi dương kim thạch chi quang. Đặc dĩ sách bảo, thụy viết Hiếu Ý Hoàng hậu. Vu hí! Tố thục hình vu quế quán, 嫓 mỹ khương nhậm. Bá gia tắc vu quỳnh chương, thùy thanh khung nhưỡng. Vinh ai cụ bị. Sủng ác chi thừa. | ” |
| — Sách thụy Hiếu Ý Hoàng hậu | |   |

Ngày 9 tháng 10, Hoàng đế đến tế rượu, định ngày đưa Tử cung của Hiếu Ý Hoàng hậu, từ Vương đến Tam phẩm đại thần trở lên đến khóc tang. Ngày 11 tháng 10, đưa Tử cung đến Cảnh lăng, Hoàng đế đích thân tới đưa. Vương, văn võ quan viên, Công chúa, Vương phi cùng Bát Kỳ nhị phẩm mệnh phụ trở lên đều đến khóc tang tiễn đưa. Mệnh Hoàng trưởng tử Dận Thì, Hoàng tam tử Dận Chỉ, Hoàng tứ tử Dận Chân tùy giá. Ngày 16 tháng 10, Hiếu Ý Hoàng hậu tử cung đến địa cung Cảnh lăng, phụng an thần vị lên Hưởng điện. Ngày 19 tháng 10, đưa Tử cung đến trước Địa cung hưởng điện, Hoàng trưởng tử Dận Thì đọc văn tế bái. Ngày 20 tháng 10, chính thức hành lễ đưa Tử cung nhập Địa cung của Cảnh lăng. Hoàng đế đích thân tế rượu, Vương công đại thần hành lễ tiễn biệt.
Ngày 27 tháng 11, lấy thần bài Hiếu Ý Hoàng hậu phụng Phụng Tiên điện, Hoàng đế đích thân đến Phụng Tiên điện cáo tế. Sang ngày hôm sau (28 tháng 11), Hoàng đế lấy Mãn - Hán mỗi kì 1 vị Đại học sĩ đến cung điểm thần chủ Hiếu Ý Hoàng hậu, chính thức làm lễ thăng phụ lên Phụng Tiên điện.

## Hậu sự

### Hoàng đế tiếc thương
Hiếu Ý Hoàng hậu là em họ Khang Hi Đế, do đó cảm tình cực thâm hậu. Sau khi hai vị Trung cung là Nhân Hiếu Hoàng hậu và Hiếu Chiêu Hoàng hậu lần lượt băng thệ, Khang Hi Đế thấy mình khắc thê nên không muốn lập Chính cung Hoàng hậu nữa, nhưng Hiếu Ý Hoàng hậu trong cung chưởng quản thân phận Hoàng quý phi, lập hay không lập chỉ là hình thức, vì trong cung ai ai cũng coi bà là Hoàng hậu chân chính.
Sau này khi Hiếu Ý Hoàng hậu bệnh nặng, Khang Hi Đế vội vàng ra chỉ lập bà làm Hoàng hậu, bố cáo thiên hạ, mong muốn lấy điềm xung hỉ mà bảo toàn tính mệnh, rốt cuộc cũng không qua khỏi. Trong lễ tang, Khang Hi Đế cũng đờ đẫn mà ở bên cạnh tử cung nhiều ngày, đau lòng không thôi. Đối với Nhân Hiếu Hoàng hậu, Khang Hi Đế đích thân mỗi năm tế tự, còn đối với Hiếu Ý Hoàng hậu thì ông sáng tác số lượng lớn kinh ngạc thơ thương tiếc vong thê, cho thấy cảm tình của ông đối với Hiếu Ý Hoàng hậu tuyệt không qua loa, dù không thể so với Nhân Hiếu Hoàng hậu trước đó. Trong suốt cuộc đời của mình, Khang Hi Đế chỉ lập duy nhất một Hoàng quý phi khi sống đó là bà, dẫu sau này Khác Huệ Hoàng quý phi, Đôn Di Hoàng quý phi hay Kính Mẫn Hoàng quý phi chỉ là đời sau gia tặng, hay sủng phi Nữu Hỗ Lộc thị cũng chỉ trở thành Ôn Hy Quý phi mà thôi.
Bài thơ 《Vãn Đại Hành hoàng hậu thi tứ thủ tịnh tự - 挽大行皇后诗四首并序》:
| “                         | Đại Hành hoàng hậu tú chung hoa phiệt, đức bị khổn nghi, tố ý thân vu vị dương, định gia tường vu quỳ nhuế. Cung vi dực tán, khắc hiếu khắc từ. Khoảnh giả chính vị địch du, phủ thừa sách mệnh, cự anh đốc tật, mạc vãn huy âm. Thời chúc tân thu, hầu đương lan thử, kinh toàn tiêu chi nguyệt trụy, thương bích lạc chi tinh thẩm. Vật tại nhân vong, đổ di khuê nhi tuyết thế; đình hư trú vĩnh, kinh thùy mạc dĩ sảng hoài. Bi tòng trung lai, bất năng tự dĩ, ác quản ngôn tình, liêu trừ thống điệu. Đệ nhất thủ Nguyệt yểm tiêu cung thán biệt ly, thương hoài thủy giác dạ trùng bi. Lệ thiêm vũ điểm thiên hành hạ, tình cát thu quang bách lự tùy. Nhạn đoạn hành dương thanh dĩ tuyệt, ngư trầm thương hải tín nan kỳ. Phồn ưu mạc giải trung tràng mộng, trù trướng tiêu hồn ức tích thời. Đệ nhị thủ Giao di lệ sái tịch dương hồng, đồ bả sầu mi hướng kính trung. Lộ lãnh dao giai tăng tịch mịch, yên hàn bích thụ hận tây đông. Cựu thi vịnh tẫn nan hồi thủ, tân nguyệt thăng lai uổng chiếu không. Loan ảnh thiên nhai vô tín tức, đoạn huyền thanh tại vị ương cung. Đệ tam thủ Âm dung bi tiệm viễn, thế lệ vi thùy lưu. Nữ đức quang thiên tự, khôn trinh ứng cửu châu. Lương phong tiêu dạ chúc, nhân ảnh tán quỳnh lâu. Thán thử hồ sinh khổ, tần kinh vô hạn sầu. Đệ tứ thủ Tích lịch động thu thanh, trung tâm úc bất bình. Ly sầu phùng diệp lạc, biệt hận oán cung minh. Tịch tịch dao trai các, trầm trầm bích hải hoành. Ngọc cầm ai hưởng xuyết, tiêu điện thống tàn canh. | ” |
| — Thơ tế Hiếu Ý Hoàng hậu | |   |

### Dâng thụy và phụng Thái Miếu
Năm Khang Hi thứ 61 (1722), tháng 12, Ung Chính Đế lên ngôi. Bàn nghị, dâng thụy hiệu tổng 12 chữ cho Nhân Hiếu Hoàng hậu, Hiếu Chiêu Hoàng hậu cùng Hiếu Ý Hoàng hậu. Toàn thụy là Hiếu Ý Ôn Thành Đoan Nhân Hiến Mục Phụng Thiên Tá Thánh Hoàng hậu (孝懿溫誠耑仁憲穆奉天佐聖皇后).
Năm Ung Chính nguyên niên (1723), tháng 6, Tổng lý Đại thần các quan hội nghị việc phụng thờ Nhân Thọ Hoàng thái hậu, các đại thần cùng nghị phối thờ Tứ hậu (Hiếu Thành Nhân Hoàng hậu, Hiếu Chiêu Nhân Hoàng hậu, Hiếu Ý Nhân Hoàng hậu cùng Hiếu Cung Nhân Hoàng hậu - Nhân Thọ Hoàng thái hậu) vào Thánh Tổ miếu, đó là dựa vào lệ có từ thời Tống Thái Tông cùng Tống Chân Tông. Ung Chính Đế ra chỉ dụ:「"Hiếu Thành Nhân Hoàng hậu là nguyên phối, Hiếu Chiêu Nhân Hoàng hậu cùng Hiếu Ý Nhân Hoàng hậu kế vị Trung cung, Hiếu Cung Nhân Hoàng hậu sinh dục Trẫm cung, mẫu nghi thiên hạ. Án theo lễ của Tiên Nho mà làm, một Nguyên hậu, hai Kế hậu, một Bổn sinh, theo thứ tự song song. Nay mẫu hậu thăng phụ vị thứ, đương đầu tiên phụng Hiếu Thành Nhân Hoàng hậu, sau là Hiếu Chiêu Nhân Hoàng hậu, Hiếu Ý Nhân Hoàng hậu, cuối cùng thăng phụ thần vị của Hiếu Cung Nhân Hoàng hậu. Như thế thứ với cổ lễ phù hợp, mà Trẫm tâm cũng an rồi"」.
Tháng 9, làm lễ thượng tôn thụy hiệu, thêm Đế thụy của Khang Hi Đế là [Nhân] vào thụy hiệu của Hiếu Ý Hoàng hậu. Sau đó làm lễ thăng phụ thần vị của Hiếu Thành Nhân hoàng hậu, Hiếu Chiêu Nhân hoàng hậu, Hiếu Ý Nhân hoàng hậu cùng Hiếu Cung Nhân hoàng hậu vào Thánh Tổ miếu, tuyên cáo thiên hạ.
Sách thụy viết:
| “                                     | 俪乾作则坤元彰厚载之功。体巽流徽、庙祀举尊亲之典。贲瑶函于有耀熙鸿号于无穷。钦惟皇妣孝懿仁皇后、毓粹高门。腾芬戚畹。佐显承之弘烈、壸政勒修。笃慈爱之盛心、母仪懋著。履和思顺、致诚孝于彤闱。尚俭怀谦、翼升平于黼座。抚冲龄而顾复、备蒙鞠育之仁。溯十载之劬劳、莫报生成之德。缅宫庭之佑启、翟舀如存。感岁月之迁流、萱帏久閟。追维慈覆、弥怀高厚之恩。诞绍丕基、倍切显扬之愿。安贞令范、洵应地以无疆。炳曜徽音、长配天而不泯。谨奉册宝、恭上尊谥曰。孝懿温诚端仁。宪穆奉天佐圣仁皇后。伏冀淑灵式庇、茂膺天禄之炽昌。嘉德惟馨、永廓圣图之广大。洁苾芬而肃荐。耀金石以长垂。谨言。宝文曰、孝懿温诚端仁宪穆奉天佐圣仁皇后之宝。 . Lệ càn tác tắc khôn nguyên chương hậu tái chi công. Thể tốn lưu huy, miếu tự cử tôn thân chi điển. Bí dao hàm vu hữu diệu hi hồng hào vu vô cùng. Khâm duy Hoàng tỉ Hiếu Ý Nhân hoàng hậu, dục túy cao môn. Đằng phân thích uyển. Tá hiển thừa chi hoằng liệt, khổn chính lặc tu. Đốc từ ái chi thịnh tâm, mẫu nghi mậu trứ. Lí hòa tư thuận, trí thành hiếu vu đồng vi. Thượng kiệm hoài khiêm, dực thăng bình vu phủ tọa. Phủ trùng linh nhi cố phục, bị mông cúc dục chi nhân. Tố thập tái chi cù lao, mạc báo sinh thành chi đức. Miến cung đình chi hữu khải, địch yểu như tồn. Cảm tuế nguyệt chi thiên lưu, huyên vi cửu bí. Truy duy từ phúc, di hoài cao hậu chi ân. Đản thiệu phi cơ, bội thiết hiển dương chi nguyện. An trinh lệnh phạm, tuân ứng địa dĩ vô cương. Bỉnh diệu huy âm, trường phối thiên nhi bất mẫn. Cẩn phụng sách bảo, cung thượng tôn thụy viết: Hiếu Ý Ôn Thành Đoan Nhân Hiến Mục Phụng Thiên Tá Thánh Nhân Hoàng hậu. Phục ký thục linh thức tí, mậu ưng thiên lộc chi sí xương. Gia đức duy hinh, vĩnh khuếch thánh đồ chi quảng đại. Khiết bật phân nhi túc tiến. Diệu kim thạch dĩ trường thùy. Cẩn ngôn. Bảo văn viết, Hiếu Ý Ôn Thành Đoan Nhân Hiến Mục Phụng Thiên Tá Thánh Nhân Hoàng hậu chi bảo. | ” |
| — Sách thụy văn Hiếu Ý Nhân hoàng hậu | |   |

Các đời Ung Chính, Càn Long, Gia Khánh dâng thêm thụy, thụy hiệu đầy đủ: Hiếu Ý Ôn Thành Đoan Nhân Hiến Mục Hòa Khác Từ Huệ Phụng Thiên Tá Thánh Nhân Hoàng hậu (孝懿溫誠端仁憲穆和恪慈惠奉天佐聖仁皇后).

## Trong văn hóa đại chúng
| Tên phim                                          |                      |
| 《Mãn Thanh thập tam hoàng triều》 (滿清十三皇朝) | Hạ Chí Trân 夏志珍   |
| 《Tử Cấm kinh lôi》 (紫禁驚雷)                    | Diêu Tử Linh 姚子羚  |
| 《Thâm cung điệp ảnh》 (深宫谍影)                 | Liêu Bích Nhi 廖碧兒 |